# Chiến tranh phi đối xứng
Chiến tranh phi đối xứng, hay Chiến lược Chiến tranh phi đối xứng là một chiến lược trong nghệ thuật quân sự, nó là chiến lược sử dụng các trang bị, vũ khí, phương tiện và các phương pháp quân sự một cách có hiệu quả nhằm chống lại, phòng thủ, làm giảm hiệu quả các thiết bị, trang bị, phương pháp tổ chức, chiến lược quân sự của đối phương trong trường hợp Đối phương có trang bị, vũ khí, phương tiện, kĩ thuật, số lượng quân sự vượt trội hơn. Phương thức này được áp dụng hiệu quả trong nhiều trường hợp tác chiến, chiến tranh, thường áp dụng cho các nước nghèo, có kinh tế, kĩ thuật, quân sự chưa có khả năng đối địch trực tiếp với đối phương.
Chiến lược Chiến tranh phi đối xứng thường được thể hiện qua:
- Nghiên cứu, phát triển, sản xuất, sử dụng các thiết bị, trang bị, vũ khí, kĩ thuật làm giảm hiệu quả, chống lại các thiết bị, trang bị, vũ khí kĩ thuật hiện đại của đối phương, như: Các thiết bị làm nhiễm, các thiết bị làm mù, lệch hướng điều kiển; trang bị các vũ khí loại nhỏ, rẻ tiền nhưng có khả năng tiêu diệt, phá hủy các thiết bị đắt tiền hiện đại (ví dụ như tên lửa chống tăng để diệt xe tăng, tên lửa chống tàu để diệt tàu chiến...); các vũ khí sinh hóa học có mục tiêu phòng thủ, chống xâm nhập.
- Nghiên cứu, áp dụng các phương pháp tác chiến hiệu quả đối với các thiết bị, vũ khí, kĩ thuật, trang bị hiện đại của đối phương.
- Tăng cường khả năng răn đe đối với kẻ thù.